# Stigmacros ferruginea
Stigmacros ferruginea är en myrart som beskrevs av Mcareavey 1957. Stigmacros ferruginea ingår i släktet Stigmacros och familjen myror. Inga underarter finns listade i Catalogue of Life.